# Adrienne
Adrienne, andrienne är en lös fotsid klänning med åtsittande liv fram, rik vidd från oket bak som bildar släp, vanlig under rokokon.
Klänningen är uppkallad efter hjältinnan i Terentius komedi Andria vilken framfördes i Paris 1703. 
Den användes som informellt vardagsplagg i hemmet och utvecklades så småningom på 1740-talet till en Robe à la française.
klänningen återkom återkom i en ny variant i slutet av 1950-talet hos bland annat Dior. De var då korta klänningar med snåla liv, ballongkjol och hela bakstycket rakt blusat från axlarna.